# Homer Keller
Homer T. Keller (* 17. Februar 1915 in Oxnard/Kalifornien; † 12. Mai 1996) war ein US-amerikanischer Komponist und Musikpädagoge.

## Leben und Wirken
Keller besuchte bis 1933 die Oxnard Union High School und studierte dann bis 1938 an der Eastman School of Music bei Howard Hanson. Er unterrichtete an der University of Michigan und von 1958 bis 1976 an der University of Oregon in Eugene (Oregon). Hier baute er mit Jon Appleton ein Studio für elektronische Musik auf. Zu seinen Schülern zählten u. a. Leslie Bassett, Ralph Towner, Stephen Scott, Donald Harris, Raymond Barker, David W. Maves, Robert Scott Thompson, Lawrence Crawford, Burt Levy, Dwight Beckham und Jim Cockey.

## Werke
- Sonatina No. 1 für Klavier, 1935
- Chamber Symphony, 1941
- Sonata für Fagott und Klavier, 1941
- Six preludes for piano, 1947
- Sonatina No. 2 für Klavier, 1947
- Symphony No. 2, 1948
- Magnificat für Chor und Orchester, 1948
- Sonata für Viola und Klavier, 1951
- Sonata für Orgel, 1952
- Sonate für Flöte und Klavier, 1953
- Offertory für Orgel, 1955
- Symphony No. 3, 1956
- String Quartet, 1958
- Duo für Violine und Cembalo, 1960
- 3 Constructs für Klavier, 1966
- Declaration für Violine, Cello und Klavier, 1966
- Interplay für Kammerorchester, 1970
- Sonorities für Orchester, 1970
- For behold, I create new heavens and new earth für Chor und Orgel, 1971
- Sonata für Klavier, 1972
- Sonata für Cello und Klavier, 1977
- Quiet music for a tree für Klavier, 1979

| Personendaten    | Personendaten                                 |
| ---------------- | --------------------------------------------- |
| NAME             | Keller, Homer                                 |
| ALTERNATIVNAMEN  | Keller, Homer T.                              |
| KURZBESCHREIBUNG | US-amerikanischer Komponist und Musikpädagoge |
| GEBURTSDATUM     | 17. Februar 1915                              |
| GEBURTSORT       | Oxnard                                        |
| STERBEDATUM      | 12. Mai 1996                                  |